# Roman Hermann
Roman Hermann (Schaan, 27 de març de 1953) va ser un ciclista liechtensteinès professional del 1976 al 1991. Es va especialitzar en el ciclisme en pista. Va aconseguir quinze victòries en curses de sis dies.
El seu germà petit Sigmund també es dedicà al ciclisme.

## Palmarès
- 1980
  - 1r als Sis dies de Zuric (amb Horst Schütz)
- 1981
  - 1r als Sis dies de Hannover (amb Horst Schütz)
- 1984
  - 1r als Sis dies de Buenos Aires (amb Eduardo Trillini)
- 1985
  - 1r als Sis dies de Dortmund (amb Josef Kristen)
- 1986
  - 1r als Sis dies de Colònia (amb Sigmund Hermann)
  - 1r als Sis dies de Madrid (amb Sigmund Hermann)
- 1987
  - Campió d'Europa de Madison (amb Josef Kristen)
  - 1r als Sis dies de Dortmund (amb Danny Clark)
  - 1r als Sis dies de Münster (amb Josef Kristen)
  - 1r als Sis dies de Stuttgart (amb Josef Kristen)
  - 1r als Sis dies de Bassano del Grappa (amb Moreno Argentin i Anthony Doyle)
- 1988
  - 1r als Sis dies de Stuttgart (amb Dietrich Thurau)
  - 1r als Sis dies de Gant (amb Urs Freuler)
  - 1r als Sis dies de Copenhaguen (amb Hans-Henrik Ørsted)
  - 1r als Sis dies de Grenoble (amb Charly Mottet)
- 1989
  - 1r als Sis dies de Bremen (amb Andreas Kappes)